# White Material
White Material è un film francese del 2009 diretto da Claire Denis.
È stato presentato in concorso alla 66ª Mostra internazionale d'arte cinematografica di Venezia.

## Riconoscimenti
Il National Board of Review of Motion Pictures l'ha inserito tra i migliori film stranieri distribuiti negli Stati Uniti nel 2010.